# Nádas
Il Nádas è un lago situato nella città ungherese di Győrladamér, a sua volta situata nella regione settentrionale di Győr-Moson-Sopron. Il lago ospita l'immissario e l'emissario del fiume Szigetköz. Esso fa parte di un'area protetta, insieme alla foresta Somos, per la presenza di specie botaniche rare o addirittura uniche in Ungheria.